# Municipio de Fair Bluff
El municipio de Fair Bluff (en inglés: Fair Bluff Township) es un municipio ubicado en el  condado de Columbus en el estado estadounidense de Carolina del Norte. En el año 2010 tenía una población de 1.788 habitantes.

## Geografía
El municipio de Fair Bluff se encuentra ubicado en las coordenadas 34°19′8.6″N 79°0′54.11″O / 34.319056, -79.0150306.